# Greg Stewart (football)
Pour les articles homonymes, voir Stewart.
Greg Stewart, né le 17 mars 1990 à Stirling, est un footballeur écossais, qui évolue au poste d'attaquant au Mohun Bagan SG.

## Biographie
Le 12 août 2016, il s'engage avec Birmingham  pour trois saisons.
Le 27 juin 2017, il est prêté à Aberdeen.
Le 28 août 2018, il est prêté à Kilmarnock.
Le 18 janvier 2019, il est prêté à Aberdeen.
Le 13 juin 2019, il rejoint Rangers.

## Palmarès

### En club
- Rangers FC
  - Champion d'Écosse en 2021.
  - Finaliste de la Coupe de la Ligue écossaise en 2019.

- Membre de l'équipe-type de Scottish Premier League en 2015 et  2016